# Groupe Pichet
 (octobre 2022).
Il peut être nécessaire de l'améliorer pour respecter le principe de neutralité de point de vue. Veuillez consulter la page de discussion pour plus de détails.

Le Groupe Pichet est une société de promotion immobilière familiale, fondée par Patrice Pichet, basée à Pessac. Le groupe emploie 1250 salariés.  

## Historique
Patrice Pichet est le fondateur et président-directeur général du groupe Pichet. Il est né le 9 novembre 1959 à Caudéran. Après son bac, il poursuit pour suivre ses études de sciences économiques à Bordeaux. 
Il commence sa carrière en 1983 comme agent commercial, puis directeur des ventes pour les Maisons Phenix, constructeur de maisons individuelles[source secondaire souhaitée].   
En 1988, il réalise sa première opération immobilière, en investissant dans un terrain à vendre, rue Hanappier, à Bordeaux. Patrice Pichet travaille alors seul. Cette même année, il crée sa propre société de promotion, Eurobat[source secondaire souhaitée].  En 1990, il ouvre sa première agence immobilière au Cap Ferret[source secondaire souhaitée], en bordure du Bassin d’Arcachon. Le frère de Patrice Pichet, Benoit Pichet le rejoint en 1996 pour participer à son développement stratégique[pertinence contestée]. 
En 2004, l’entreprise devient le groupe Pichet[pourquoi ?] et implante son siège social à Pessac (commune limitrophe de Bordeaux).
Depuis, l’entreprise se développe sur l’ensemble du territoire français et plus particulièrement dans la région parisienne[source secondaire souhaitée].
Patrice Pichet et son épouse Diane Pichet, ont quatre fils.

## Activités
Cette section ne s'appuie pas, ou pas assez, sur des sources secondaires ou tertiaires indépendantes du sujet.

Pour l'améliorer, ajoutez-en, ou placez des modèles {{Source secondaire souhaitée}} ou {{Source secondaire nécessaire}} sur les passages mal sourcés. (octobre 2022)

### Promotion immobilière
Le Groupe Pichet conçoit et réalise des projets immobiliers (conception[source insuffisante], exécution et commercialisation). Il est considéré comme faisant partie du top 10 des promoteurs immobiliers français. Il s’agit de l’activité historique de la société

### Activité viticole
Depuis 2010, le Groupe Pichet est le propriétaire du Château les Carmes-Haut-Brion situé à Bordeaux. 58 hectares de vignes sont exploités en appellation Pessac Léognan.